# غلين تيريل
غلين تيريل (بالإنجليزية: Glenn Terrell)‏ هو أكاديمي أمريكي، ولد في 24 مايو 1920 في تالاهاسي في الولايات المتحدة، وتوفي في 30 أغسطس 2013 في سيكيم في الولايات المتحدة.